# 木莓属
木莓属（学名：Doryalis）是大风子科下的一个属，为灌木或乔木植物。该属共有约30种，分布于非洲和斯里兰卡。